# Éducation en Afrique

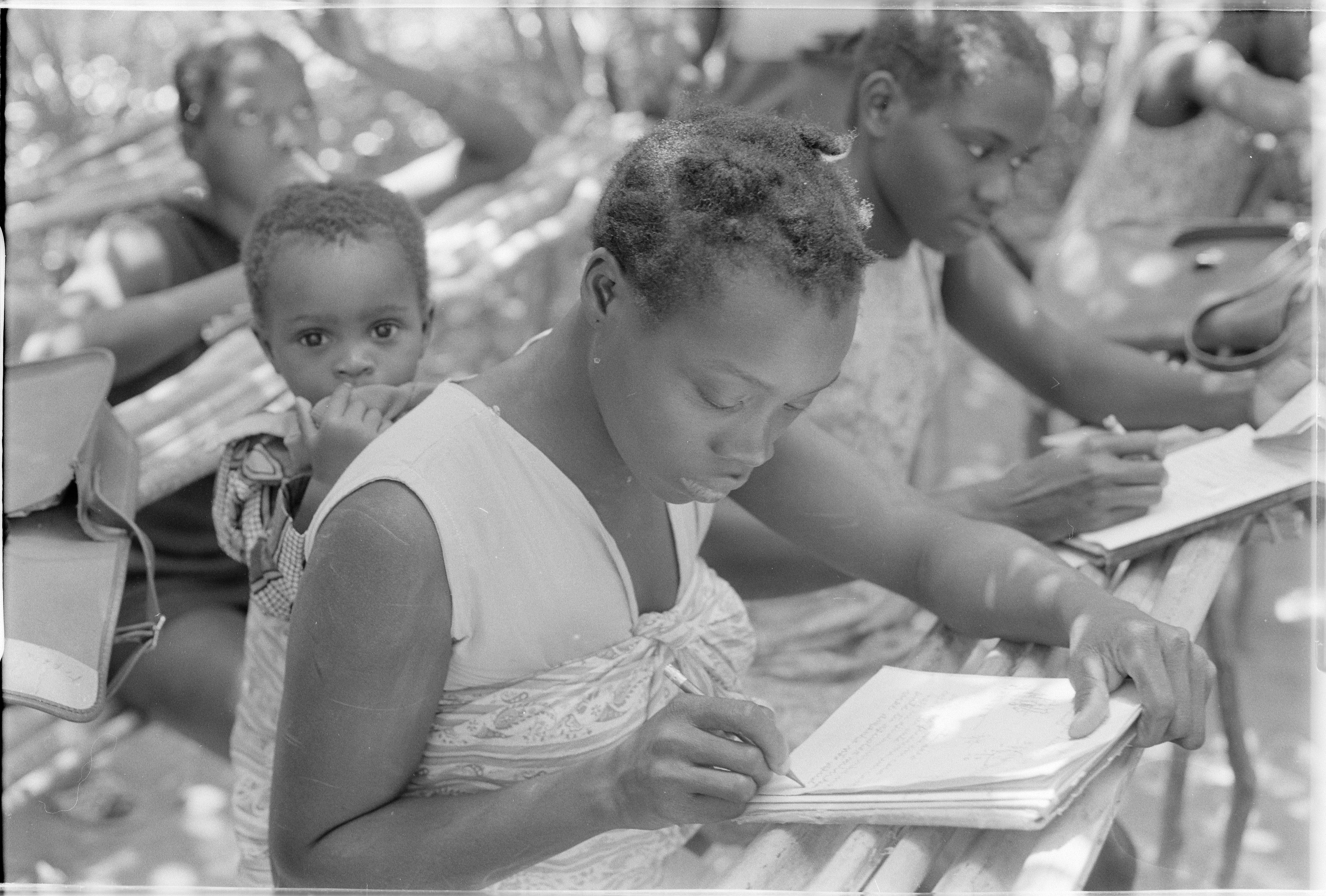
Classe pour adultes en Guinée-Bissau.

L'éducation en Afrique désigne l'un des enjeux fondamentaux pour l’avenir de l’Afrique. Elle a été reconnue comme un droit universel pour tout individu et comme un élément essentiel du développement économique et social des nations.

## Contexte
L’acte constitutif de l’UNESCO (1945) met ainsi en avant le fait que tous les États s’engagent à « assurer à tous le plein et égal accès à l’éducation ». Aujourd’hui, après plus d’une décennie focalisée sur l’accès à la scolarisation primaire universelle, un tournant s’est progressivement opéré pour permettre une meilleure prise en compte des enjeux de qualité et d’équité de l’éducation, dans la perspective de l’agenda post objectifs du Millénaire pour le développement.
La croissance démographique et l’urbanisation ont aussi des incidences majeures sur les partenariats et les arrangements institutionnels indispensables pour pouvoir assurer des possibilités d’éducation pertinentes et flexibles dans la perspective d’un apprentissage tout au long de la vie. La proportion de personnes âgées dans la population globale devrait doubler d’ici à 2050, parallèlement à une demande accrue de diversification de l’éducation et de la formation des adultes. Pour parvenir à transformer l’augmentation prévue de la population en âge de travailler en Afrique en dividende démographique, il faudra offrir des possibilités pertinentes d’éducation et de formation tout au long de la vie.

### Une mobilisation internationale
La communauté internationale s’est largement mobilisée en faveur de l’Éducation pour tous (EPT). Dès 1990, à la Conférence mondiale tenue à Jomtien (Thaïlande), les délégués de 155 pays et les représentants d’environ 150 organisations se sont engagés à promouvoir l’universalisation de l’enseignement primaire et à réduire radicalement l’illettrisme avant la fin de la décennie. Le Forum mondial sur l’éducation, qui s’est tenu dix ans plus tard à Dakar (Sénégal) a été l’occasion de réitérer et de renforcer cet engagement pour une scolarisation primaire universelle. Cet élan a contribué à inscrire l’éducation au cœur des Objectifs du millénaire pour le développement en 2000 à travers l’ambition de scolarisation universelle (OMD2) et l’élimination des disparités entre les sexes, notamment dans l’éducation primaire et secondaire (OMD3).
Au vu des résultats encourageants en termes d’accès à l’éducation primaire, une nouvelle réflexion s’est ouverte sur les suites à donner aux objectifs du Millénaire au delà de l’échéance fixée de 2015. Après avoir longtemps été axés sur l’accès universel à l’éducation primaire, les débats sont, depuis les années 2010, remis en perspective pour privilégier davantage la qualité et le continuum éducatif en se concentrant sur la cohésion sociale, la transition vers les cycles post-primaires ou la formation des enseignants.
La mobilisation des différents acteurs – États, société civile, communauté internationale, organisations non gouvernementales (ONG) et secteur privé – ne saurait s’arrêter en 2015. Elle devra au contraire, au regard des défis restant à accomplir, s’accentuer, particulièrement en Afrique subsaharienne.

### Richesses et inégalités
Les taux de pauvreté dans le monde ont été réduits de moitié entre 1990 et 2010. Ce recul de la pauvreté est, pour une large part, le résultat des taux vigoureux de croissance économique que l’on observe dans des économies émergentes et dans de nombreux pays d’Afrique, et ce, en dépit de la crise financière et économique qu’a connue le monde en 2008. L’expansion des classes moyennes dans les pays en développement devrait se poursuivre à un rythme soutenu durant les quinze à vingt prochaines années.

### La qualité de l'éducation
La démocratisation de l’éducation exige d’être accompagnée par des réformes profondes des systèmes éducatifs. L’augmentation du nombre d’élèves risque sinon de créer des effets négatifs sur la qualité des enseignements dispensés. En effet, d’après le Rapport mondial de suivi de l’EPT 2010, « des millions d’enfants quittent l’école sans avoir acquis les compétences de base et, dans certains pays d’Afrique subsaharienne, la probabilité que de jeunes adultes qui ont fréquenté l’école pendant cinq ans soient analphabètes est de 40 % ». Les dispositifs de formation des enseignants ne sont globalement pas en mesure de répondre aux besoins quantitatifs et qualitatifs de formation. Au Tchad par exemple, seuls 35,5% des enseignants sont certifiés comme enseignants. Pour poursuivre la politique de scolarisation primaire universelle et améliorer les acquisitions des apprentissages pour un développement ultérieur autonome des enfants, les pays doivent donc renforcer les compétences des enseignants novices et en exercice.

## La scolarisation primaire universelle

### Des progrès pour la scolarisation primaire
Dans les premières années qui ont suivi le Forum de Dakar, les efforts des États en faveur de l’Éducation pour tous ont permis des résultats spectaculaires en Afrique subsaharienne. C’est l’accès à l’éducation primaire qui a le plus progressé, dans la mesure où il a constitué la priorité absolue des gouvernements. Les effectifs scolarisés dans le primaire sont ainsi passés en Afrique subsaharienne de 82 millions en 1999 à 136,4 millions en 2011. Au Niger par exemple, le nombre d’enfants entrant à l’école a augmenté de plus de trois fois et demie entre 1999 et 2011. En Éthiopie, sur la même période, plus de 8,5 millions d’enfants en plus ont été admis dans les écoles primaires. Le taux net de scolarisation dans l’enseignement primaire a ainsi progressé de 19 points en 12 ans, passant de 58 % en 1999 à 77 % en 2011. Malgré des efforts considérables, les dernières données de l’Institut statistique de l’UNESCO estiment que pour 2012, 57,8 millions d’enfants ne sont pas scolarisés, dont 29,6 millions dans la seule Afrique subsaharienne, un chiffre en stagnation depuis plusieurs années. Un certain nombre de défis restent par ailleurs à relever pour que les enfants demeurent scolarisés.

### Accès et rétention
L’éducation primaire pour tous ne signifie pas seulement l’accès universel à l’école. Elle suppose aussi que le cycle primaire soit achevé par tous. En 2012, le Taux d’achèvement de l’école primaire (TAP), qui mesure la proportion des enfants atteignant la dernière année du primaire, se situe à 70 %, ce qui signifie que plus de trois enfants sur dix entrant au primaire n’atteignent pas la dernière année du cycle primaire. Même si les avancées ont été également très importantes, l’accès et la poursuite des études dans le cycle secondaire sont encore problématiques. La mobilisation financière et les réformes structurelles ont permis de faire face pour partie aux besoins du secondaire, avec un taux brut de scolarisation dans le premier cycle du secondaire passé à 49 % en 2011, contre 29 % en 1999. De nombreux pays d’Afrique subsaharienne ont notamment inclus le premier cycle du secondaire dans l’éducation de base. Au Rwanda, par exemple, le premier cycle de l’enseignement secondaire a été rattaché à l’enseignement primaire en 2009, ce qui a permis une hausse significative du nombre d’élèves inscrits à ce niveau d’étude. L’un des pays qui a le plus profité de cette croissance est le Mozambique, qui a vu quintupler son taux brut de scolarisation dans le secondaire selon le rapport de suivi de l’EPT (2011).

### Des disparités persistantes
En dépit de ces progrès, l’importance des efforts s’étant longtemps concentré sur le cycle primaire, les retards à combler au niveau secondaire sont particulièrement criants. Ainsi, en 2008, sur une population de 100 enfants d’Afrique subsaharienne, quatre n’intègrent jamais le primaire, 29 abandonnent au cours du collège, 15 ne passent pas le cap du collège au lycée, et six abandonnent le lycée. Finalement, 19 enfants seulement poursuivent jusqu’à la dernière année du lycée. Ces moyennes cachent en outre de fortes disparités (urbain- rural, garçon-fille).
Selon le rapport EPT 2013 en effet, ce sont 70 % des garçons les plus riches des zones urbaines qui achèvent le premier cycle du secondaire en Afrique subsaharienne en 2010, contre seulement 9 % des filles issues de familles pauvres des zones rurales.

Une étude conjointe de la Banque mondiale et de l’AFD menée par Alain Mingat, Blandine Ledoux et Ramahatra Rakotomalala a cherché à anticiper la pression qui pèse sur l’enseignement post-primaire. L’étude explique ainsi : 
« Dans l’année de référence (2005), notre échantillon de 33 pays d’Afrique subsaha- rienne comptait 14,9 millions d’élèves inscrits dans le premier cycle du secondaire. Si le taux d’achèvement du cycle primaire atteignait 95 % d’ici 2020 avec des taux de transition du primaire au premier cycle du se- condaire maintenus à leur niveau actuel dans chaque pays, le premier cycle du secondaire compterait 37,2 millions d’élèves en 2020, soit une multiplication par 2,5 des effectifs actuels. Si tous les élèves qui achèvent le cycle primaire pouvaient poursuivre leur scolarité, le nombre d’élèves scolarisés dans le premier cycle du secondaire atteindrait 62,9 millions en 2020, soit une multiplication par 4,2 sur la période. »
On le voit, les objectifs de l’accès universel à l’éducation secondaire restent difficiles à atteindre. D’un côté, les structures scolaires ne sont pas encore capables d’accueillir l’ensemble des élèves, puisque les modèles existants ne supportent pas la massification de l’enseignement secondaire. En outre, certaines familles ne peuvent pas se permettre d’envoyer leurs enfants au collège, du fait du coût élevé des études. De plus, si ces élèves ne vont pas à l’école, ils peuvent travailler et constituer une aide financière pour leur famille. Enfin, même si l’Afrique subsaharienne connaît une croissance économique très forte depuis quelques années, les créations d’emplois ne sont pas suffisantes pour absorber les étudiants sortis du cycle secondaire. Les défis à relever demeurent nombreux.

## Les freins à l'éducation

### Les instabilités politiques
La majorité des populations non scolarisées se trouvent dans des pays en conflit ou dont la gouvernance est très fragile. Lors du Forum de Dakar, les 181 pays signataires du Cadre d’action de Dakar ont identifié les conflits armés, mais également les instabilités internes au pays, comme « un obstacle majeur à la réalisation de l’Éducation pour tous (EPT) » – l’éducation étant l’un des secteurs qui pâtit le plus des effets des conflits armés et des instabilités politiques. Les pays touchés par un conflit enregistrent un taux brut de scolarisation dans le secondaire près de 30 % plus faible que dans les pays en paix à revenu équivalent. Les conflits ont également un impact sur l’alphabétisation des populations. À l’échelle mondiale, le taux d’alphabétisation des adultes dans les pays touchés par un conflit était de 69 % en 2010 contre 85 % dans les pays en paix. Vingt États d’Afrique subsaharienne ont été ainsi touchés par un conflit depuis 1999. Les pays touchés par un conflit armé, tels que la Somalie et la République démocratique du Congo, sont les plus éloignés de l’atteinte des objectifs de l’Éducation Pour Tous et regroupent la majorité des populations non scolarisées d’Afrique subsaharienne. En République démocratique du Congo, dans le Nord Kivu, région particulièrement touchée par les conflits par exemple, la probabilité que les jeunes âgés de 17 à 22 ans n’aient suivi que deux ans de scolarité est deux fois plus forte qu’à l’échelle nationale.

### La marginalisation des populations pauvres
En Afrique subsaharienne, vivre en zone rurale reste un obstacle supplémentaire pour accéder à l’éducation : il y est plus difficile de recruter et de retenir des enseignants ; les questions logistiques rendent la construction et la maintenance des écoles difficiles ; les conditions de vie y sont plus précaires et la pression pour faire participer les enfants aux travaux domestiques ou agricoles est très forte.
En Éthiopie, plus de 30 % des enfants ruraux n’ont jamais été à l’école en 2011, alors qu’ils ne sont que 10 % dans les milieux urbains.
Au sein des communautés rurales, les enfants les plus touchés par ce phénomène sont les jeunes filles pauvres qui sont près de 45 % à ne jamais avoir fréquenté l’école contre à peine 8 % pour les garçons les plus riches. Par ailleurs, les enfants vivant en zones rurales qui réussissent à suivre un cursus scolaire enregistrent, en moyenne, des performances inférieures à ceux des zones urbaines, principalement en langues et en mathématiques. Cet écart peut notamment s’expliquer par l’analphabétisme des parents et la propension des enfants de zones rurales à participer aux travaux domestiques et agricoles sur une partie des heures normalement dévolues aux enseignements.

### Le «défi enseignant»
La démocratisation de l’éducation et la croissance démographique exigent mécaniquement de disposer de davantage d’enseignants.
En 2009, l’Afrique subsaharienne représentait à elle seule plus de 55 % de la demande d'enseignants, soit 1 115 000 enseignants. Le besoin de recrutement annuel d’enseignants se situait à environ 350 000 par an.
Au-delà de ces enjeux de recrutement, se joue également la question de la formation de ces enseignants, facteur indispensable à un enseignement de qualité permettant de garantir une bonne acquisition de connaissances aux élèves. Compte tenu de la pression budgétaire que cette demande d’enseignants implique, les gouvernements ont été contraints de réfléchir à leur politique de recrutement, de formation et de rémunération de leurs enseignants. Les arbitrages à réaliser sont d’autant plus difficiles que de nombreux États africains – notamment francophones – ont été influencés par le système d’enseignement en vigueur à l’époque coloniale, où le statut et les rémunérations des enseignants étaient alignés sur les politiques de l’ancienne métropole.
Après les premières politiques d’ajustement structurel de type « macroéconomique », qui ont conduit à une baisse des salaires sans que de nouvelles vagues de recrutement soient réalisées, les nouvelles baisses des coûts salariaux menées à partir des années 2000 se sont accompagnées d’une politique volontariste de recrutement. Des stratégies différenciées ont été empruntées par les pays de la région, davantage selon la volonté politique qu’en fonction des seules conditions économiques des États. Dans un contexte où de nombreux Etats n’étaient pas en mesure de former et/ou de recruter le nombre d’enseignants fonctionnaires pour faire face aux besoins, de nouvelles modalités de recrutement, basées sur des statuts d’enseignants alternatifs, non liés à la fonction publique – enseignants contractuels ou communautaires –, ont émergé en Afrique subsaharienne. Les enseignants contractuels disposent en effet d’une rémunération et d’une couverture sociale moins élevées que les enseignants de la fonction publique, tandis que les enseignants communautaires sont le plus souvent payés par les communautés. La question de la formation continue de ces publics se pose également de manière cruciale. Malgré ces efforts et la croissance constante du nombre d’enseignants recrutés, compte-tenu de l’augmentation des effectifs scolaires, le nombre moyen d’élèves par enseignant est passé de 42 à 43 au cours des dernières années.

## Les enjeux d'une éducation de qualité en Afrique

### L’accès à des matériels éducatifs de qualité
Le manque ou la mauvaise qualité du matériel pédagogique (manuels scolaires notamment), souvent associé à un environnement scolaire peu favorable (infrastructures précaires ou inadaptées, sureffectif dans les classes etc.), explique en outre les difficultés rencontrées par de nombreux pays africains pour réaliser l’objectif de l’Éducation pour tous. Comme l’indique ainsi la CONFEMEN :
« il est reconnu que la possession des manuels par les élèves a un impact significatif sur les acquisitions scolaires dans la majorité des pays étudiés. En effet, plusieurs études, dont celles du PASEC, permettent de savoir que la disponibilité de livres à la maison fait monter le score d’un élève d’environ 6 % du score moyen tandis que la disponibilité des livres de mathéma- tiques et de français utilisés en cours les fait monter de 18 % du score moyen ».
L’impact des intrants pédagogiques est donc déterminant dans l’amélioration des apprentissages. Le nombre limité de manuels scolaires à disposition des enseignants, les amène toutefois à prévenir leur perte ou leur usure. Rares sont ainsi les élèves à bénéficier individuellement de manuels en classe ou à la maison.
Les livres scolaires restent encore très peu utilisés en Afrique subsaharienne. Ainsi, selon une étude du SACMEQ, près de 50 % des élèves de la 6e année d’étude interrogés au Kenya, au Malawi, au Mozambique, en Ouganda, en Tanzanie et en Zambie déclaraient étudier dans des salles de classe ne possédant pas un seul livre. De même, à l’échelle de la région, 25 à 40 % des enseignants indiquaient qu’ils ne disposaient d’aucun matériel scolaire relatif à leur matière d’enseignement. Cela s’explique notamment par la faiblesse de l’industrie du manuel scolaire en Afrique subsaharienne, par les mauvaises conditions de stockage et par un taux élevé de livres perdus ou endommagés. Dans certains pays, le pourcentage de livres scolaires importés atteint près de 80 %, alors même qu’ils sont généralement plus chers que ceux qui ont été produits localement.
Pour faciliter l’accès au matériel scolaire, certains pays ont développé des solutions intéressantes, à l’instar de l’Afrique du Sud, du Botswana, du Ghana et de l’Ouganda, qui ont mis en place un tronc commun de programmes pour l’ensemble des élèves du premier cycle du secondaire. De ce fait, les manuels scolaires sont communs à plusieurs classes, ce qui en facilite l’accès à un plus grand nombre.

### Le pilotage et la gouvernance des systèmes éducatifs
Le manque de données sur la gestion de l’éducation limite l’élaboration de diagnostics clairs et de prises de décisions politiques. Les données sur les taux de scolarisation par niveaux d’enseignement, sur l’alphabétisme, sur le personnel enseignant ou encore sur les dépenses publiques pour l’éducation sont souvent rares et incomplètes, ce qui rend difficile l’évaluation des progrès dans l’éducation ainsi que les pronostics pour la réalisation de l’EPT.

### Le suivi des enseignants
Le fonctionnement et la qualité des systèmes scolaires pourraient être améliorés en intervenant sur l’absentéisme des enseignants et en augmentant le temps réellement imparti aux apprentissages à l’école. La moyenne d’heures d’instruction effectivement dispensées aux élèves en Afrique subsaharienne est en effet sensiblement inférieure à la moyenne mondiale, (700 heures par an en 1re et en 2e année d’études; 750 heures en 3e année et 810 heures en 6e année), de l’ordre de 200 à 300 heures de cours perdues par rapport au calendrier officiel.
Selon les études du SACMEQ et du PASEC, beaucoup d’écoles africaines ne réussissent pas à se conformer au temps officiellement prescrit durant l’année scolaire en raison de l’affectation tardive des enseignants, l’absentéisme, la rotation importante sur les postes, et le temps consacré aux tâches administratives. Le constat s’accentue en milieu rural et dans les pays pour lesquels les besoins en enseignants sont les plus importants.

## Technologie éducative
Face à l’explosion du volume d’informations et de savoirs disponibles, une approche qualitative de leur transmission, diffusion et acquisition, au niveau individuel et au niveau collectif, s’impose. Compte tenu du potentiel que recèlent les technologies de l’information et de la communication, l’enseignant devrait aujourd’hui jouer le rôle de guide pour que les apprenants, dès leur plus jeune âge et tout au long de leur parcours d’apprentissage, puissent s’épanouir et progresser dans les dédales sans cesse enrichis du savoir. Dès lors, d’aucuns ont d’abord prédit que l’enseignement était un métier voué à disparaître progressivement. Ils ont annoncé que les nouvelles technologies numériques allaient peu à peu remplacer les enseignants et conduire à élargir la diffusion des savoirs, à en améliorer l’accessibilité et, surtout, à économiser des moyens et des ressources grâce à une extraordinaire expansion de l’accès à l’éducation. Force est néanmoins de reconnaître que ces prévisions ne sont plus convaincantes : un corps enseignant efficace doit rester une priorité des politiques éducatives dans tous les pays.

### Le mobile en Afrique
Depuis la première décennie du XXIe siècle, le marché de la téléphonie mobile a connu une expansion très forte à l’échelle mondiale. La vitesse de diffusion de cette technologie a été particulièrement rapide en Afrique subsaharienne. Moins de dix ans auront été nécessaires pour qu’une large majorité d’Africains adopte le mobile. Si le taux de pénétration du mobile accuse encore un retard de 20 points comparativement à celui observé dans l’ensemble des pays en développement (70 % contre plus de 90 % en 2014), le continent africain compte aujourd’hui, 650 millions de détenteurs de téléphone portable, soit davantage qu’aux États-Unis et en Europe.

### Open et Big Data
La diffusion du mobile et d’internet, conjuguée à la diversification de leurs utilisations (objets connectés, réseaux sociaux), conduit à une croissance sans fin du volume de don- nées numériques. À titre d’exemple, chaque jour, 118 milliards de mails sont envoyés à travers le monde. Selon Stephen Gold d’IBM, 90 % de l’ensemble des données du monde ont été créés ces deux dernières années.
Cette masse de données (Big data) est une source de valeur potentielle. Ceci est rendu possible grâce à des techniques d’analyses avancées (Big analytics), qui permettent d’extraire de la connaissance à partir de l’ensemble des informations disponibles (données administratives ou d’entreprises de tous types : données chiffrées, textuelles, audio, images, qu’elles soient structurées ou non). La mise à disposition de ces données auprès d’un large public (Open Data) peut contribuer à leur valorisation, comme en témoigne la diversité des expériences menées, qui ont conduit à la création de nouveaux services ou applications pour faciliter ou automatiser la prise de décision, pour accroître la transparence administrative, pour mieux comprendre les besoins des usagers, ou encore pour évaluer les services.

### La m-éducation
La m-éducation bénéficie aujourd’hui du soutien de nombreuses organisations promouvant l’intégration des technologies mobiles dans l’éducation à travers le monde. De multiples projets sont lancés à tous les niveaux scolaires L’UNESCO a ainsi lancé, en 2011, la Semaine de l’apprentissage mobile, symposium d’une semaine, tandis que l’United States Agency for International Development (USAID) impulsait une alliance, Mobiles for Education Alliance, regroupant de nombreuses organisations internationales, fondations, ONG et agences de développement. Ces initiatives visent à créer un espace d’échanges et de dialogue autour du rôle des technologies mobiles de qualité et à bas coût dans l’alphabétisation, l’égalité des sexes afin d’améliorer la qualité du système éducatif à tous les niveaux, en particulier dans les pays en développement. Il s’est tenu à Tunis, en décembre 2013, le premier Forum ministériel africain sur l’intégration des TIC dans l’éducation et la formation, co-organisé par l’Association de développement pour l’éducation en Afrique (ADEA), la Banque africaine de développement (BAD), l’Organisation internationale de la Francophonie (OIF), l’UNESCO et Intel, ce qui montre l’importance du sujet au niveau politique.
Pourtant, en 2013, l’e-éducation représentait seulement 1 % des dépenses totales dans l’éducation au niveau mondial, soit environ 34 milliards de dol- lars. Le principal potentiel de croissance devrait être alimenté par la technologie mobile. Le chiffre d’affaires pour les opérateurs mobiles est estimé à 70 milliards de dollars, 38 milliards pour les produits et services d’éducation mobile ou encore 32 milliards de dollars pour les smartphones et tablettes autour des années 2020. Par ailleurs, cette croissance devrait être plus importante dans les pays en dévelop- pement, puisque le marché de la m-éducation devrait, sur la période, augmenter de 50-55 % en Amérique latine, Asie Pacifique, Afrique ou au Moyen-Orient.

## Parité
Traditionnellement, l’égalité des genres dans l’éducation est réduite à la parité entre les sexes aux divers niveaux de l’éducation formelle. Le genre est un facteur traditionnel d’inégalité et de disparité dans l’éducation, le plus souvent au détriment des filles et des femmes. Force est néanmoins de constater que des progrès sensibles ont été réalisés depuis 2000 pour réduire les écarts dans le monde et qu’une proportion accrue de filles et de femmes accède désormais aux différents niveaux de l’éducation formelle. En outre, de grandes avancées vers la réduction des disparités entre les sexes ont été enregistrées depuis 2000, notamment en en Afrique subsaharienne.

### Des inégalités persistantes entre filles et garçons
La parité entre les sexes dans l’éducation est encore loin d’être atteinte en Afrique subsaharienne où 54 % des enfants non scolarisés sont des filles et où plus de 60 % de la population analphabète sont des femmes. Cette observation concerne autant les élèves que les enseignantes, lesquelles sont sous-représentées dans les établissements. Parmi les 17 pays ayant le plus faible Indice de parité entre les sexes (IPS) en 2010 dans l’enseignement primaire (IPS inférieur à 0,90), 12 se situaient en Afrique subsaharienne. De plus, si la région connaît une parité entre les sexes en constante progression depuis 1999 dans l’enseignement primaire, elle stagne dans l’enseignement secondaire. Les disparités entre les pays sont également importantes. Le Burundi, la Gambie, la Ghana et l’Ouganda ont ainsi atteint l’IPS entre 1990 et 2010, et l’Éthiopie et le Sénégal ont fait des progrès considérables au cours des dix dernières années.
À l’inverse, les inégalités entre les sexes dans l’éducation se sont accentuées en Angola et en Érythrée. Les filles ont en moyenne une scolarité plus courte que les garçons (avec une espérance de vie scolaire de 8,7 ans en 2011, contre 9,9 ans pour les garçons). L’écart entre la durée de scolarité des filles rurales les plus pauvres et celle des garçons urbains les plus riches s’est même creusée entre 2000 et 2010, puisqu’elle est passée de 6,9 à 8,3 ans. Cette disparité s’explique notamment parce que les filles sont souvent appelées à quitter l’école pour s’occuper du foyer familial ou en raison d’un mariage précoce. De plus, l’absence ou la vétusté des sanitaires mis à disposition des filles est souvent à l’origine du décrochage scolaire d’une partie d’entre elles, puisqu’une fille sur dix en Afrique ne se rend pas à l’école durant sa période menstruelle.

### Disparités et préjugés de genre
Au-delà du problème de l’alphabétisation et de l’accès à l’éducation, les filles sont rarement traitées sur un pied d’égalité avec les garçons dans le cadre scolaire. Le rapport de suivi de l’EPT 2008 révèle ainsi qu’une étude menée dans des écoles rurales au Kenya, au Malawi et au Rwanda a montré que les enseignants ont tendance à être moins exigeants avec leurs élèves filles.
Les représentations sociales véhiculées au sein même de l’école, et à travers les supports pédagogiques jouent également un rôle : au-delà des préjugés sexistes, une seconde étude menée au Cameroun, en Côte d’Ivoire et au Togo, et relayée dans le rapport de l’UNESCO, a mis en lumière le fait que les livres de mathématiques comptaient en moyenne une proportion de personnages féminins inférieure de 30 % à celle des figures masculines.

## Les systèmes de financement de l’éducation
Avec les deux tiers de sa population âgés de moins de 25 ans, l’accès universel à l’éducation reste un défi majeur pour l’Afrique subsaharienne. Il s’agit non seulement de rattraper le retard dont souffrent de très nombreux pays en matière d’accès à l’éducation, mais également de s’adapter à la très importante hausse du nombre d’élèves à scolariser, consécutive à la forte croissance démographique. L’Afrique subsaharienne, qui compte actuellement 936 millions d’habitants, connaît en effet une croissance moyenne de sa population de 2,4% par an, constituant ainsi la région à plus forte croissance démographique du monde : sa population devrait dépasser 1,3 milliard d’individus autour de 2030.
Depuis le Forum mondial sur l’éducation de Dakar (2000), des efforts considérables ont été entrepris pour répondre à ces nouveaux défis démographiques en matière d’éducation. La mobilisation financière a été déterminante. Entre 1999 et 2010, les dépenses publiques d’éducation en pourcentage du produit national brut (PNB) ont ainsi progressé de 5 % par an en Afrique subsaharienne, avec des variations importantes selon les pays, les pourcentages allant de 1,8 % au Cameroun à plus de 6 % au Burundi. Aujourd’hui, les gouvernements d’Afrique subsaharienne dépensent en moyenne 18 % de leur budget total pour l’éducation, contre 15 % dans le reste du monde. Malgré l’importance de cette mobilisation, des disparités persistent entre les États, témoignant souvent de défaillances dans l’allocation des ressources – les frais de fonctionnement y occupant une part trop importante. Cette augmentation des financements alloués a permis certaines réformes structurelles telles que la suppression des frais de scolarité dans des pays comme le Bénin, le Burundi, le Mozambique, l’Ouganda ou encore la Tanzanie. Cette réduction des coûts de l’éducation pour les parents a ainsi souvent joué un rôle important pour favoriser l’accès au cycle primaire. Parallèlement, un certain nombre de réformes de la politique enseignante (statut, rémunération et niveau de recrutement) ont été mises en œuvre pour permettre un accroissement significatif du nombre d’enseignants, condition de l’accès à l’éducation pour tous. Dans un certain nombre de pays toutefois, les communautés villageoises restent mobilisées pour recruter et rémunérer des maîtres en l’absence d’enseignants mis à disposition par l’État.

### Modifier les systèmes
Devant l’expansion de l’enseignement de base et de l’enseignement post-obligatoire, nous sommes davantage conscients des pressions exercées sur le financement public des systèmes d’éducation et de formation formels. Il est par conséquent nécessaire d’envisager une utilisation plus efficace de ces ressources limitées ; de garantir une meilleure responsabilisation quant aux investissements publics dans l’éducation ; et enfin de trouver des moyens de les compléter en augmentant la capacité fiscale, en préconisant une plus grande aide officielle au développement et de nouveaux partenariats avec des acteurs non étatiques. Les donateurs jouent depuis longtemps un rôle important en complétant les financements nationaux publics, notamment en ce qui concerne l’enseignement de base. On constate que :« les déclarations publiques d’institutions multilatérales suggèrent un engagement fort en faveur de l’éducation. En outre, les enquêtes portant sur les acteurs concernés dans les pays en développement, que ce soit dans les gouvernements, la société civile et le secteur privé, révèlent la nécessité d’une aide à l’éducation à plus grande échelle. Néanmoins, malgré cet établissement de priorités et cette forte demande, tout porte à croire que l’aide multilatérale apportée à l’éducation de base soit en cours de ralentissement, en comparaison avec d’autres secteurs. ». Ce déclin intervient précisément au moment où certains pays en ont le plus besoin. En effet, la part de l’aide internationale consacrée à l’éducation publique demeure importante dans de nombreux pays à faible revenu. Dans neuf pays en particulier, tous situés en Afrique subsaharienne, l’aide internationale représente plus d’un quart des dépenses publiques consacrées à l’éducation. Par ailleurs, la reconnaissance croissante de l’exode des cerveaux au-delà des frontières nationales incite à appeler à une action collective mondiale, notamment en faveur d’un mécanisme de financement qui puisse compléter les dépenses nationales publiques consacrées à l’éducation en tant que bien public mondial.
Page 76

### L’influence des donateurs sur l’élaboration des politiques nationales
Les donateurs n’apportent pas seulement une aide au développement qui complète les ressources nationales dont les pays ont grand besoin, ils exercent aussi une énorme influence sur les politiques de l’éducation. Cette situation a des conséquences à la fois positives et négatives. Par exemple, le Fonds de la société civile pour l’éducation et le Partenariat mondial pour l’éducation (GPE) favorisent la participation de la société civile dans des Groupes d’éducation locaux. Cette initiative permet à la société civile de contribuer à l’élaboration de programmes éducatifs en collaboration avec les gouvernements et les donateurs et de suivre les progrès accomplis vers la réalisation des objectifs fixés par l’EPT. Néanmoins, si les donateurs imposent des conditions ou des règles en contrepartie de l’aide octroyée, les gouvernements peuvent se voir contraints de modifier leurs politiques en conséquence. Il se peut que la tendance actuelle au financement en fonction des résultats, adoptée par de nombreux organismes donateurs, atteigne les objectifs visés. Mais ce mode de financement peut parfois aller à l’encontre des politiques nationales et se faire au détriment de solutions locales, conçues par les pays eux-mêmes, durables et adaptées au contexte. C’est pourquoi les donateurs devraient aider les gouvernements, les sociétés civiles locales et autres intervenants à élaborer et mettre en œuvre des politiques qui tiennent compte des aspirations, des priorités, des différents contextes et situations propres à chaque pays.

### La dynamique de la coopération internationale
Depuis la publication du Rapport Delors (1996) et l’adoption des OMD (2000), la dynamique de l’aide internationale a connu des bouleversements considérables. Si les flux d’aide Nord-Sud demeurent fondamentaux, la coopération Sud-Sud et la coopération triangulaire jouent un rôle toujours plus important dans le développement international. La crise financière mondiale et l’émergence de nouvelles puissances économiques ont également contribué à la transformation des relations entre les pays et à la création d’une nouvelle architecture de l’aide internationale. Dans la mesure où tous les pays sont de plus en plus confrontés à des problèmes similaires (chômage, inégalités, changement climatique, etc.), il est nécessaire de placer l’universalité et l’intégration au centre du futur programme mondial de développement. En effet, l’universalité implique de la part des pays du monde entier une transformation de leur mode de développement, chacun avec sa propre approche et en fonction de son propre contexte.

## Sources
- Cet article est partiellement ou en totalité issu de la page « Le Numérique au service de l'éducation en Afrique » de UNESCO, le texte ayant été placé par l’auteur ou le responsable de publication sous la CC BY-SA 3.0 IGO
- Cet article est partiellement ou en totalité issu de la page « Repenser l'éducation: vers un bien commun mondial  ? » de UNESCO, le texte ayant été placé par l’auteur ou le responsable de publication sous la CC BY-SA 3.0 IGO